# Buchenbach (Badenia-Wirtembergia)
Buchenbach – miejscowość i gmina w Niemczech, w kraju związkowym Badenia-Wirtembergia, w rejencji Fryburg, w regionie Südlicher Oberrhein, w powiecie Breisgau-Hochschwarzwald, wchodzi w skład związku gmin Dreisamtal. Leży ok. 12 km na południowy wschód od Fryburga Bryzgowijskiego.